# Первый дивизион Норвегии по футболу
Первый дивизион (норв. 1. divisjon), официальное спонсорское название — ОБОС-лига (норв. OBOS-ligaen) — является вторым по значимости дивизионом в Норвегии после Элитсерии. С 2001 года в чемпионате принимают участие 16 команд, и каждая проводит 30 матчей за сезон. Две лучшие команды получают повышение. Команды, занявшие места с третьего по шестое, сыграют между собой в плей-офф, чтобы определить, кто из них получит право сыграть двухматчевый поединок против команды, занявшей 14-е место в Элитсерии.

## История
Второй по рангу футбольный дивизион в Норвегии был основан в 1948 году. До 2004 года носила название 1 дивизион. В период с 2005 до 2013 года лига называлась Адекколига. Сезон 2014 года прошел под названием 1 дивизион. Начиная с сезона 2015 год а лига называется ОБОС-лига, в честь титульного спонсора строительной компании ОБОС.
С сезона 2009 года победитель и серебряный призер лиги автоматически отправляются в высший дивизион. А команды занявшие места с третьего по шестое играют матчи плей-офф за право сразиться с командой, занявшей 14 место в элите.

## Формат

### Предыдущий
В 1997 году в Первом дивизионе произошли изменения: две группы, состоящие из 12 команд каждая, были объединены в одну группу, состоящую из 14 команд. В 2001 году количество команд в Первом дивизионе было расширено с 14 до 16. В сезоне 2000 года только две команды покинули лигу. В 2009 году количество команд в Типпелиге также увеличилось с 14 до 16. В результате этого изменения только одна команда вылетела в Первый дивизион, а три команды получили повышение в Типпелигу.

### Текущий
Начиная с 2012 года, четыре команды, занявшие места с третьего по шестое, получали возможность участия в плей-офф за продвижение. Однако в сезоне 2017 года произошли изменения в формате вылета. Предыдущий формат, где четыре команды выбывали из лиги, был заменен на формат, где две команды вылетают на прямую и одна играет в плей-офф.
В лиге участвуют 16 команд. В течение сезона каждый клуб проводит по две игры с каждой другой командой — одну дома и одну в гостях, всего 30 матчей для каждой команды и 240 матчей за сезон. Сезон начинается в апреле и продолжается до ноября. Две лучшие команды получат продвижение в Элитсерию. Команды, занявшие места с третьего по шестое, сыграют между собой в плей-офф, чтобы определить, кто из них получит право сыграть двухматчевый поединок против команды, занявшей 14-е место в Элитсерии. Две наихудшие команды вылетают во второй дивизион. Команда, занявшая 14-е место, будет играть двухматчевый плей-офф против победителя плей-офф среди команд, занявших вторые места во втором дивизионе.

### Изменения
| С       | По      | Группа(ы)    | Команды | Матчей | Начало сезона | Конец сезона | Продвижение | Плей-офф |
| ------- | ------- | ------------ | ------- | ------ | ------------- | ------------ | ----------- | -------- |
| 1948/49 | 1950/51 | 11           | 83-84   | 10-14  | Осень         | Весна        | никто       | 11       |
| 1951/52 | 1960/61 | 7            | 54      | 12-14  | Осень         | Весна        | 2           | 5        |
| 1961/62 | 1961/62 | 7            | 55      | 18-21  | Осень         | Весна        | 2           | 5        |
| 1963    | 1971    | 2            | 16      | 14     | Весна         | Осень        | 2           | никто    |
| 1972    | 1975    | 2 + 2 округа | 35-36   | 10-14  | Весна         | Осень        | 2           | 3        |
| 1976    | 1976    | 2 + 1 округ  | 28      | 14-18  | Весна         | Осень        | 2           | 3        |
| 1977    | 1978    | 2 + 1 округ  | 30      | 18     | Весна         | Осень        | 2           | 3        |
| 1979    | 1993    | 2            | 24      | 22     | Весна         | Осень        | 2           | 2        |
| 1994    | 1994    | 2            | 24      | 22     | Весна         | Осень        | 4           | никто    |
| 1995    | 1996    | 2            | 24      | 22     | Весна         | Осень        | 2           | 2        |
| 1997    | 2000    | 1            | 14      | 26     | Весна         | Осень        | 2           | 1        |
| 2001    | 2007    | 1            | 16      | 30     | Весна         | Осень        | 2           | 1        |
| 2008    | 2008    | 1            | 16      | 30     | Весна         | Осень        | 3           | 1        |
| 2009    | 2010    | 1            | 16      | 30     | Весна         | Осень        | 2           | 3        |
| 2011    | 2011    | 1            | 16      | 30     | Весна         | Осень        | 2           | никто    |
| 2012    | н. в.   | 1            | 16      | 30     | Весна         | Осень        | 2           | 4        |

## Клубы

### Сезон 2023
Следующие 16 команд участвуют в сезоне 2023:
| Клуб         | Позиция в сезоне 2022 | Коммуна      |
| ------------ | --------------------- | ------------ |
| Брюне        | 11-е место            | Брюне        |
| Фредрикстад  | 10-е место            | Фредрикстад  |
| Хёдд         | 1-е место (2Д)        | Ульстейнвик  |
| Йерв         | 16-е место (ЭС)       | Гримстад     |
| КФУМ Осло    | 4-е место             | Осло         |
| Конгсвингер  | 6-е место             | Конгсвингер  |
| Кристиансунн | 15-е место (ЭС)       | Кристиансунн |
| Мьёндален    | 9-е место             | Мьёндален    |
| Мосс         | 1-е место (2Д)        | Мосс         |
| Ранхейм      | 8-е место             | Тронхейм     |
| Рёуфосс      | 12-е место            | Рёуфосс      |
| Саннес Ульф  | 5-е место             | Саннес       |
| Шейд         | 14-е место            | Осло         |
| Согндал      | 7-е место             | Согндал      |
| Старт        | 3-е место             | Кристиансанн |
| Осане        | 13-е место            | Берген       |

## Статистика
В этой статистике представлены команды, которые заняли первое место, второе место и прошли в плей-офф, а также лучшие бомбардиры и средняя посещаемость лиги с 2000 года. Команды, выделенные жирным шрифтом, получили повышение в высший дивизион.
| Сезон | Чемпион      | Второе место                   | Плей-офф                                     | Лучший бомбардир                                           | Ср. пос. |
| ----- | ------------ | ------------------------------ | -------------------------------------------- | ---------------------------------------------------------- | -------- |
| 2022  | Бранн        | Стабек                         | Старт, КФУМ Осло, Саннес Ульф и Конгсвингер  | 16 — Борд Финне (Бранн) и Гифт Орбан (Стабек)              | 2 057    |
| 2021  | Хам-Кам      | Олесунн                        | Йерв, Фредрикстад, КФУМ Осло и Согндал       | 24 — Оскар Ага (Гроруд)                                    | 917      |
| 2020  | Тромсё       | Лиллестрём                     | Согндал, Ранхейм, Осане и Рёуфосс            | 19 — Хенрик Удаль (Осане)                                  | 213      |
| 2019  | Олесунн      | Саннефьорд                     | Старт, КФУМ Осло, Конгсвингер и Согндал      | 19 — Понтус Энгблум (Саннефьорд)                           | 1 434    |
| 2018  | Викинг       | Мьёндален                      | Олесунн, Согндал, Улл/Киса и Нест-Сотра      | 21 — Томми Хёйланн (Викинг)                                | 1 711    |
| 2017  | Будё-Глимт   | Старт                          | Мьёндален, Ранхейм, Саннес Ульф и Улл/Киса   | 28 — Кристиан Опсет (Будё-Глимт)                           | 1 422    |
| 2016  | Кристиансунн | Саннефьорд                     | Йерв, Саннес Ульф, Конгсвингер и Мьёндален   | 26 — Понтус Энгблум (Саннес Ульф)                          | 1 495    |
| 2015  | Согндал      | Бранн                          | Кристиансунн, Хёдд, Йерв и Ранхейм           | 17 — Понтус Энгблум (Саннес Ульф) и Роберт Стене (Ранхейм) | 1 998    |
| 2014  | Саннефьорд   | Тромсё                         | Мьёндален, Кристиансунн, Берум и Фредрикстад | 19 — Поль Киркеволль (Саннефьорд)                          | 1 376    |
| 2013  | Будё-Глимт   | Стабек                         | Хёдд, Ранхейм, Хам-Кам и Мьёндален           | 18 — Йо Сондре Ос (Ранхейм)                                | 1 453    |
| 2012  | Старт        | Сарпсборг 08                   | Саннефьорд, Мьёндален, Будё-Глимт и Улл/Киса | 20 — Мартин Вий (Сарпсборг 08)                             | 1 330    |
| 2011  | Хёнефосс     | Саннес Ульф                    | НФА отменила плей-офф перед началом сезона   | 18 — Вегард Бротен (Альта)                                 | 1 186    |
| 2010  | Согндал      | Сарпсборг 08                   | Фредрикстад, Лёв-Хам и Ранхейм               | 17 — Мариус Хелле (Брюне)                                  | 1 544    |
| 2009  | Хёугесунн    | Хёнефосс                       | Конгсвингер, Согндал и Сарпсборг 08          | 24 — Томас Сёрум (Хёугесунн)                               | 1 271    |
| 2008  | Одд          | Саннефьорд (2-й) и Старт (3-й) | Согндал                                      | 22 — Пeтер Ковач (Одд)                                     | 1 984    |
| 2007  | Молде        | Хам-Кам                        | Будё-Глимт                                   | 23 — Кеннет Квальхейм (Нотодден)                           | 1 726    |
| 2006  | Стрёмсгодсет | Олесунн                        | Брюне                                        | 19 — Маттиас Андерссон (Стрёмсгодсет)                      | 1 981    |
| 2005  | Стабек       | Саннефьорд                     | Мосс                                         | 27 — Даниель Наннскуг (Стабек)                             | 1 388    |
| 2004  | Старт        | Олесунн                        | Конгсвингер                                  | 18 — Пол Ойга (Брюне)                                      | 1 696    |
| 2003  | Хам-Кам      | Фредрикстад                    | Саннефьорд                                   | 19 — Маркус Рингберг (Фредрикстад)                         | 1 656    |
| 2002  | Тромсё       | Олесунн                        | Саннефьорд                                   | 18 — Мортен Гамст Педерсен (Тромсё)                        | 1 174    |
| 2001  | Волеренга    | Старт                          | Хам-Кам                                      | 18 — Бала Гарба (Хёугесунн) и Марино Рамберг (Рёуфосс)     | 1 490    |
| 2000  | Люн          | Стрёмсгодсет                   | Согндал                                      | 25 — Йостейн Флу (Стрёмсгодсет)                            | 775      |